# Кантоку
Кантоку (яп. 寛徳 кантоку) — девиз правления (нэнго) японских императоров Го-Судзаку и Го-Рэйдзэя, использовавшийся с 1044 по 1046 год .

## Продолжительность
Начало и конец эры:
- 24-й день 11-й луны 5-го года Тёкю (по юлианскому календарю — 16 декабря 1044);
- 14-й день 4-й луны 3-го года Кантоку (по юлианскому календарю — 22 мая 1046).

## Происхождение
Название нэнго было заимствовано из 57-го цзюаня классического древнекитайского сочинения Хоу Ханьшу:「海内歓欣、人懐寛徳」.

## События
- 1045 год (16-й день 1-й луны 2-го года Кантоку) — император Го-Судзаку отрёкся от престола; в тот же день трон перешёл его старшему сыну, который через некоторое время взошёл на престол как император Го-Рэйдзэй[6]. В следующем году будет изменён девиз правления в честь начала царствования нового императора[7];
- 1045 год (18-й день 1-й луны 2-го года Кантоку) — император Го-Судзаку скончался в возрасте 37 лет[8].

## Сравнительная таблица
Ниже представлена таблица соответствия японского традиционного и европейского летосчисления. В скобках к номеру года японской эры указано название соответствующего года из 60-летнего цикла китайской системы гань-чжи. Японские месяцы традиционно названы лунами.
| 1-й год Кантоку (Деревянная Обезьяна) | 1-я луна       | 2-я луна*  | 3-я луна* | 4-я луна  | 5-я луна* | 6-я луна*              | 7-я луна  | 8-я луна*  | 9-я луна    | 10-я луна  | 11-я луна* | 12-я луна  |                |
| ------------------------------------- | -------------- | ---------- | --------- | --------- | --------- | ---------------------- | --------- | ---------- | ----------- | ---------- | ---------- | ---------- | -------------- |
| Юлианский календарь                   | 2 февраля 1044 | 3 марта    | 1 апреля  | 30 апреля | 30 мая    | 28 июня                | 27 июля   | 26 августа | 24 сентября | 24 октября | 23 ноября  | 22 декабря |                |
| 2-й год Кантоку (Деревянный Петух)    | 1-я луна       | 2-я луна*  | 3-я луна  | 4-я луна* | 5-я луна  | 5-я луна* (високосная) | 6-я луна* | 7-я луна   | 8-я луна*   | 9-я луна   | 10-я луна* | 11-я луна  | 12-я луна      |
| Юлианский календарь                   | 21 января 1045 | 20 февраля | 21 марта  | 20 апреля | 19 мая    | 18 июня                | 17 июля   | 15 августа | 14 сентября | 13 октября | 12 ноября  | 11 декабря | 10 января 1046 |
| 3-й год Кантоку (Огненная Собака)     | 1-я луна       | 2-я луна*  | 3-я луна  | 4-я луна* | 5-я луна  | 6-я луна*              | 7-я луна* | 8-я луна   | 9-я луна*   | 10-я луна  | 11-я луна* | 12-я луна  |                |
| Юлианский календарь                   | 9 февраля 1046 | 11 марта   | 9 апреля  | 9 мая     | 7 июня    | 7 июля                 | 5 августа | 3 сентября | 3 октября   | 1 ноября   | 1 декабря  | 30 декабря |                |

* звёздочкой отмечены короткие месяцы (луны) продолжительностью 29 дней. Остальные месяцы длятся 30 дней.